# Dawid Soslanowitsch Kokojew
Dawid Soslanowitsch Kokojew (russisch Давид Сосланович Кокоев; * 29. August 2002 in Wladikawkas) ist ein russischer Fußballspieler.

## Karriere

### Verein
Kokojew begann seine Karriere beim FK Krasnodar. Im April 2019 spielte er erstmals für die dritte Mannschaft Krasnodars in der Perwenstwo PFL. Dies blieb zugleich sein einziger Saisoneinsatz in der PFL. In der Saison 2020/21 absolvierte er ebenfalls eine Partie für Krasnodar-3 und spielte sonst primär für die U-19. Zur Saison 2021/22 rückte er in den Kader der zweiten Mannschaft und debütierte dann im Juli 2021 gegen die Reserve von Spartak Moskau in der Perwenstwo FNL.
Im April 2022 stand Kokojew auch erstmals im Kader der Erstligamannschaft Krasnodars. Im Mai 2022 debütierte er dann gegen Lokomotive Moskau auch in der Premjer-Liga. Dies blieb sein einziger Erstligaeinsatz in jener Spielzeit, für Krasnodar-2 absolvierte er 17 Zweitligapartien. In der Saison 2022/23 absolvierte er erneut ein Spiel im Oberhaus, für Krasnodar-2 kam er zu 27 Einsätzen in der FNL.
Zur Saison 2023/24 wurde Kokojew an den Zweitligisten FK Neftechimik Nischnekamsk verliehen.

### Nationalmannschaft
Kokojew spielte zwischen 2017 und 2019 zwölfmal für russische Jugendnationalauswahlen.